# Allure (magazine)
Pour les articles homonymes, voir Allure.
Allure est un magazine américain de mode et de beauté féminine fondé en mars 1991. Il appartient au groupe Condé Nast. La version imprimée a cessé en décembre 2022.

## Historique
Le magazine est lancé en 1991.
L'année 2015 est marquée par le départ de la rédactrice en chef Linda Wells, après 24 ans à ce poste. Elle est remplacée par Michelle Lee.